# New Era (Michigan)
New Era est un village situé dans l’État américain du Michigan dans le comté d'Oceana. Selon le recensement de 2010, sa population est de 451 habitants.